# Mädchen von Dröbnitz
Das Mädchen von Dröbnitz war eine hallstattzeitliche Moorleiche, die 1939 bei Dröbnitz (heute Drwęck), Landkreis Osterode in Ostpreußen, gefunden wurde. Sie war eine der wenigen dokumentierten Moorleichenfunde auf dem Gebiet Ostpreußens bzw. Osteuropas. Der Fund ging am Ende des Zweiten Weltkriegs verloren.

## Fund
Das Mädchen von Dröbnitz wurde am 15. Juli 1939 von Erich Redmann, einem Arbeiter des Reichsarbeitsdienstes, bei Arbeiten im Dröbnitzer Moor entdeckt. Zunächst stießen sie auf ein Stück Fell und versuchten, es aus der Erde zu ziehen, wobei sie der darin eingewickelten Leiche beide Beine aus den Hüftgelenken rissen. Die Fundmeldung ging am 19. Juli im Landesamt für Vorgeschichte ein, und am 20. Juli wurden die von ihrem ursprünglichen Fundort verlagerten Überreste geborgen. Beide Beine der Leiche waren größtenteils verloren, und bei der Nachgrabung konnte lediglich ein Oberschenkelknochen wiedergefunden werden. Der Finder Redmann wurde zu den genauen Fundumständen befragt und dazu ein Protokoll angefertigt. Anschließend wurden die Überreste in das Prussia-Museum in Königsberg gebracht, wo der Fund wissenschaftlich untersucht und konserviert wurde.
Etwaige Lage: 53° 33′ 33″ N, 20° 12′ 26″ O

## Befunde

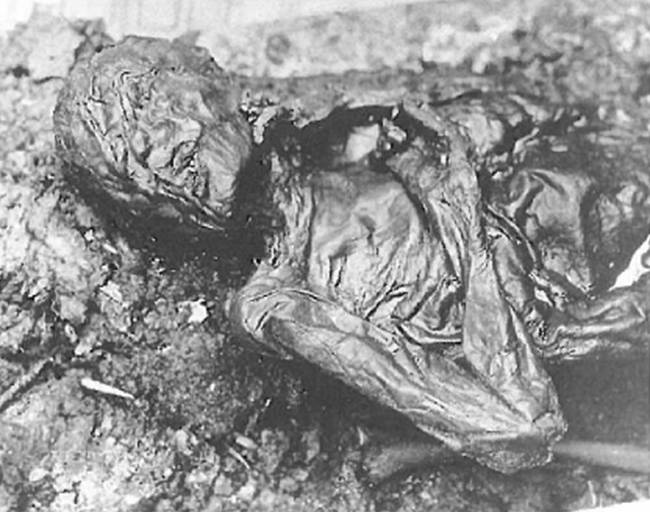
Gesicht des Mädchens kurz nach der Ausgrabung

Das Mädchen lag ausgestreckt auf dem Rücken und war in einen Pelzumhang gewickelt. Sowohl die Leiche als auch der Pelzumhang waren in einem sehr guten Erhaltungszustand. Ihre Arme waren über der Brust verschränkt und der Kopf nach rechts gedreht. Die genaueren Umstände wie ihre geographische Ausrichtung, die Tiefe oder die Fundschicht ließen sich nicht mehr genau ermitteln, da der Fund undokumentiert von dem Liegeplatz entfernt und die Fundstelle bereits weiter abgegraben worden war. Der Biologe Dr. Groß untersuchte die Fundstelle am 24. Juli und zog einige Proben für die Pollenanalyse. In acht Metern Entfernung ließ er eine 260 cm tiefe Bohrung im Moor durchführen. Vergleiche der an der Leiche anhaftenden Torfreste mit Proben des Dröbnitzer Moores ergaben, dass die Leiche in einer Tiefe von 160 bis 205 Zentimetern in stark zersetztem Sphagnumtorf gelegen haben muss. Als einzige Beigabe wurden Reste eines Kamms gefunden.

### Anthropologische Befunde
Bei der Moorleiche von Dröbnitz handelte es sich um ein etwa 12- bis 14-jähriges Mädchen. Ihr Körper war bis auf die bei der Bergung verloren gegangenen Beine vollständig erhalten. Die Haut war bei der Auffindung noch schwammig und weich. Eine Obduktion durch die Königsberger Mediziner Krause und Zeiger ergab, dass alle inneren Organe deutlich erkennbar waren und die Struktur der Gewebe erhalten geblieben war. Ebenso waren Knochen, Zähne und Fingernägel erhalten. Die Todesursache ließ sich weder anhand der Obduktion noch durch die von Dr. Loepp angefertigten Röntgenaufnahmen ermitteln. An den Knochen wurden insgesamt elf Harris-Linien gefunden, die wie bei der Moorleiche von Windeby I Anzeichen für wiederkehrende Phasen der Mangelernährung im Leben des Mädchens sind.
Der Magen- und Darminhalt wurde von Walter von Stokar und H. Gross untersucht. Es konnten noch zahlreiche Speisereste identifiziert werden, die vor allem aus Blättern, Blüten und Blütenknospen von Ampfer, Huflattich und Lungenkraut bestanden. Weiter wurden Reste von Erbsen, Weizen und einige wenige Fleischfasern sowie tierische Fette gefunden. Außerdem konnten die Pollen von Lungenkraut sowie von verschiedenen Gräsern, Kreuzblüten- und Hahnenfußgewächsen nachgewiesen werden. Dies lässt vermuten, dass das Mädchen vor seinem Tode einen Brei gegessen hatte. Das Vorhandensein von Pollen von Erle, Birke und Haselnuss führte zu der Annahme, das Mädchen sei im Frühjahr gestorben.
Der Darm des Mädchens wurde von Lothar Szidat (1892–1973) untersucht, der sehr gut erhaltene Eier von zwei Parasiten nachweisen konnte. Der Darm war stark mit Peitschenwürmern, schwächer mit Spulwürmern belastet. Nach Szidat entsprach die Schwere des Befalls den Ergebnissen von Untersuchungen solcher Infektionen bei der ostpreußischen Landbevölkerung seiner Zeit. Szidat schätzte das Sterbealter des Mädchens aufgrund von Befallsstatistiken der damaligen ostpreußischen Landbevölkerung auf 15 bis 19 Jahre und damit etwas höher, als die anthropologische Untersuchung ergeben hatte.

### Beifunde
Das Mädchen war vollständig in einen Umhang aus Schafsfell eingewickelt. Dieser war aus vier Teilstücken zusammengenäht und hatte eine Höhe von 80 und eine Breite von etwa 150 Zentimetern. Die Nähte waren mit feinen, etwa 1 bis 1,2 mm breiten, verdrillten Lederschnüren im Überwendlichstich ausgeführt. Im Halsbereich waren die Ränder umgeschlagen. An einer Ecke des Halsbereiches waren ein Lederband und an der gegenüberliegenden eine lederne Schlaufe als Verschluss angenäht. Für einen besseren Sitz auf den Schultern waren zwei Abnäher in den Schulterbereichen des Mantels angebracht. An der unteren Kante war der Mantel durch einen angenähten Fellstreifen verlängert worden. Auf der Innenseite waren zahlreiche Stopfstellen mit aufgesetzten Lederflicken ausgebessert, die mit einem feinen Steppstich aufgenäht waren. Alle diese Nähte waren sehr sorgfältig ausgeführt. Dagegen war der quer durch den kompletten Umhang laufende Riss etwas nachlässiger mit gedrehten Sehnen vernäht. Zu diesem Umhang gibt es mehrere erhaltene Vergleichsfunde wie den des Jungen von Kayhausen, der Frau von Elling, der Frau von Haraldskær oder des Mannes aus Jürdenerfeld.
Als einzige Grabbeigabe wurden bei dem Mädchen die Reste eines einreihigen Holzkammes mit breiter Griffplatte gefunden. Dieser war relativ grob aus einem etwa drei Millimeter dicken Holzstück gearbeitet. Der in zwei Teilen erhaltene Kamm hatte ursprünglich eine Länge von etwa zehn Zentimetern. Die Griffplatte war geschweift, die Grifffläche war flächig mit Kreisaugen verziert und wies an beiden Enden Ösen auf. Durch die erhaltene Öse war eine Schnur aus verzwirnter Wolle gezogen, die deutliche Gebrauchsspuren zeigte und vermutlich zu einer Tragvorrichtung gehörte.

### Datierung
Eine moorgeologische Datierung aufgrund der Torfschichten oder Tiefe war nicht möglich, da diese bei der Ausgrabung nicht beachtet worden waren. Die Pollenanalyse der an der Leiche anhaftenden Torfreste im Vergleich mit den in 8 Metern Entfernung gezogenen Proben ergab, dass die Leiche etwa um 500 vor Chr. in das Moor gelangt war. Typologische Vergleiche des Kamms vor allem mit Kammdarstellungen auf früheisenzeitliche Keramikgefäßen und Gesichtsurnen aus Mittel- und Osteuropa bestätigten diese Datierung in die frühe Eisenzeit, genauer in die Hallstattzeit Stufe Ha D nach Eggers zwischen 650 und 475 v. Chr.

## Deutung
Die Todesursache des Mädchens von Dröbnitz ließ sich nicht ermitteln, ebenso ließen sich keine Hinweise für eine Tötung finden. Die Tatsache, dass das Mädchen in einen Pelzumhang eingeschlagen wurde und auf dem Rücken ruhte, sowie der beigegebene Kamm lassen eine Bestattung wahrscheinlich erscheinen. Möglicherweise wurde diese aus unbekannten Gründen außerhalb eines Bestattungsplatzes oder Gräberfeldes und als Körperbestattung in Zeiten, als die Brandbestattungssitte vorherrschte, ausgeführt. Die Deutung des Fundensembles lässt eine vielfach bei Moorleichen beobachtete Opferung eher unwahrscheinlich erscheinen. Torfproben vom Rücken der Moorleiche mit darin eingelagerten Resten von Wassertieren deuten an, dass die Leiche in einem flachen Tümpel abgelegt wurde, der schnell verlandete.